# Mara Berni
Mara Berni (eigentlich Mara Rita Antonia Bernasconi; * 12. Juni 1932 in Brunate) ist eine italienische Schauspielerin.

## Leben
Berni war eine jener typischen großbusigen Blondinen, die in den 1950er Jahren die italienische Filmlandschaft bevölkerten. Die kurvenreiche, schlanke, langhaarige Darstellerin hatte bereits als Kind in Wanda Petriniss „Compagnia dei Piccoli“ Bühnenerfahrung gesammelt und nach einem (den Eltern zuliebe begonnenen) abgebrochenen Klavierstudium Unterrichtsstunden bei der erfahrenen Actrice Teresa Franchini genommen. Einem ersten Engagement als Fernsehansagerin folgte bald das Kinodebüt als eine der vielen Marathontänzerinnen in Luigi Comencinis La tratta delle bianche und eine ähnliche, begehrliche Männerblickende hervorrufende, Rolle in einer der Episoden von More in città. Diesem typischen Püppchen-Image ihrer Zeit konnte Berni nur selten entkommen. Buonanotte, avvocato! war eine Gelegenheit dazu, in der sie darstellerisch gefordert war und eine Charakterstudie gab. Es folgte eine Theaterzeit, in der sie in Ferenc Molnárs Liliom neben Roldano Lupi und Carla Calò zu sehen war.
Filmrollen blieben bis 1963 dem bekannten Klischee verhaftet, nun oftmals in Sandalenfilmen; mehr Abwechslung boten die seit diesem Jahr wahrgenommenen Fernsehangebote (im Kino war sie nur noch zweimal 1968 zu sehen). Dort konnte sie unter Regisseuren wie Sandro Bolchi und Leonardo Cortese spielen und neben Nino Taranto in der Komödie Bello, che papà auftreten. Auch Gastrollen in Serienepisoden nahm Berni hin und wieder an.
1969 beendete Berni ihre Karriere; zwanzig Jahre später heiratete sie in zweiter Ehe den 26 Jahre jüngeren pakistanischen Industriellen Tarik Mamoud Rana, mit dem sie seit 1991 eine Tochter hat.

## Filmografie (Auswahl)
- 1952: Mädchenhandel (La tratta delle bianche)
- 1955: Gut Nacht, Herr Advokat! (Buonanotte, avvocato!)
- 1955: Ein Haus voller Unschuldslämmer (Accadde al penitenziario)
- 1956: Die Welt wird uns gehören (Il mondo sarà nostro)
- 1960: Der Schutzmann (Il vigile)
- 1961: Herkules im Netz der Cleopatra (Sansone)
- 1961: Sie pokern mit Pistolen (Armas contra la ley)
- 1962: Maciste im Kampf mit dem Piratenkönig (Maciste contro lo sceicco)
- 1962: Samson, Befreier der Versklavten (La furia di Ercole)
- 1963: Stunden der Liebe (Le ore dell'amore)
- 1968: Assassino senza volto
- 1968: Giorni di sangue